# Mauro Zelayeta
Mauro Rafael Zelayeta (Mar del Plata, 3 de março de 2000) é um voleibolista indoor e ex-jogador de voleibol de praia argentino, atuante nas posições de ponteiro e líbero, que foi medalhista de ouro nos Jogos Sul-Americanos da Juventude em 2017 no Chile, e de bronze nos Jogos Olímpicos da Juventude em 2018 na Argentina, semifinalista no Campeonato Mundial Sub-19 de 2018 na China. No vôlei indoor conquistou a medalha de bronze nos Jogos Pan-Americanos Júnior de 2021 na Colômbia. Em clubes foi semifinalista no Sul-Americano de Clubes de 2023 no Brasil.

## Carreira
A prática desportiva pode-se dizer que já estava presente em sua genética, pois, sua mãe Ana María Comaschi representou o país no atletismo, iniciou no futebol. Foi campeão da Liga Mar del Plata, jogou no Club Atlético Aldosivi, recebendo convites de grandes clubes, mas, nas folgas jogava vôlei com meus amigo  e desde os  4 ou 5 anos viu seu avô jogar vôlei de praia em San Sebastián e aos poucos foi se envolvendo, e aos 15 anos optou pela modalidade.
Em 2017, formava dupla com Bautista Amieva, estrearam e terminaram em nono lugar na etapa de Lima do Circuito Sul-Americano de Vôlei de Praia, depois disputaram o Campeonato Mundial Sub-21 em Nanquim e terminara no décimo sétimo lugar, na sequência sagraram-se medalhistas de ouro  nos Jogos Sul-Americanos da Juventude em Santiago, no Chile. No ano seguinte estiveram juntos no Circuito Sul-Americano, terminaram em quinto em três etapas e em nono em uma etapa, e no Finals CSV repetiram esta posição; ainda competiram no Mundial Sub-19 em Naquim e terminaram na quarta posição, e juntos disputaram Jogos Olímpicos de Verão da Juventude em Buenos Aires e conquistaram a medalha de bronze.
Em 2019, estiveram juntos nos Jogos Sul-Americanos de Praia sediados em Rosário, e alcançaram a quinta colocação final, em seguida participaram da edição do Campeonato Mundial Sub-21 em Udon Thani e finalizaram na nona posição. Em 2021, foi convocado para seleção nacional (indoor), sendo o campitão do grupo que conquistou a medalha de bronze nos Jogos Pan-Americanos Júnior em Cáli  e foi premiado como  primeiro Melhor Ponteiro
Em 2021, resolveu deixar o vôlei de praia, chegou a ser convocado para seleção principal em preparação para os Jogos Olímpicos de Tóquio. Na temporada 2021–22 passa a atuar no vôlei indoor e atua pelo time do Once Unidos, terminando na quarta posição da Liga A1 Argentina; tal clube no qual foi revelado e foi campeão nacional na categoria sub-17. Na jornada de 2022–23 transferiu-se para o Ciudad Vóley e sagrou-se campeão da Copa ACLAV de 2022, vice-campeão da Supercopa, campeão da Liga A1 Argentina e foi semifinalista no Sul-Americano de Clubes de 2023 em Araguari. Foi convocado para a Liga das Nações de 2023 pelo técnico Marcelo Méndez e  para as competições de 2023-24 foi anunciado como jogador do time espanhol Pamesa Teruel.

## Títulos e resultados
- Liga A1 Argetina de 2022–23
- Copa ACLAV de 2022
- Supercopa da Argentina de 2022-23
- Sul-Americano de Clubes de 2023
- Liga A1 Argetina de 2020–21
- Campeonato Mundial Sub-19 de 2018

## Premiações individuais
- 1o Melhor Ponteiro dos Jogos Pan-Americanos Júnior de 2021
- 2o Melhor Ponteiro dos Jogos Pan-Americanos de 2023